# Iowa Township (Dubuque County, Iowa)
Die Iowa Township ist eine von 17 Townships im Dubuque County im Osten des US-amerikanischen Bundesstaates Iowa. 

## Geografie
Die Iowa Township liegt im Osten von Iowa rund 30 km westlich von Dubuque, dem am Iowa von Illinois trennenden Mississippi gelegenen Zentrum der Region.
Die Iowa Township liegt auf 42°30′53″ nördlicher Breite und 90°57′31″ westlicher Länge und erstreckt sich über 94,01 km². 
Die Iowa Township grenzt innerhalb des Dubuque County im Norden an die Concord Township, im Nordosten an die Jefferson Township, im Osten an die Center Township, im Südosten an die Vernon Township, im Süden an die Taylor Township im Südwesten an die Dodge Township, im Westen an die New Wine Township und im Nordwesten an die Liberty Township.

## Verkehr
Durch die Township verlaufen keine überregionalen Straßen und sie wird nur von teilweise unbefestigten County Roads durchzogen.
Der nächstgelegene Flugplatz ist der rund 40 km südöstlich gelegene Dubuque Regional Airport.

## Bevölkerung
Bei der Volkszählung im Jahr 2010 hatte die Township 505 Einwohner.
Innerhalb der Iowa Township gibt es mit Bankston eine selbstständige Gemeinde. Die meisten Bewohner der Township wohnen in verstreut liegenden Gebäuden über die Township verteilt.